# Stratosfär

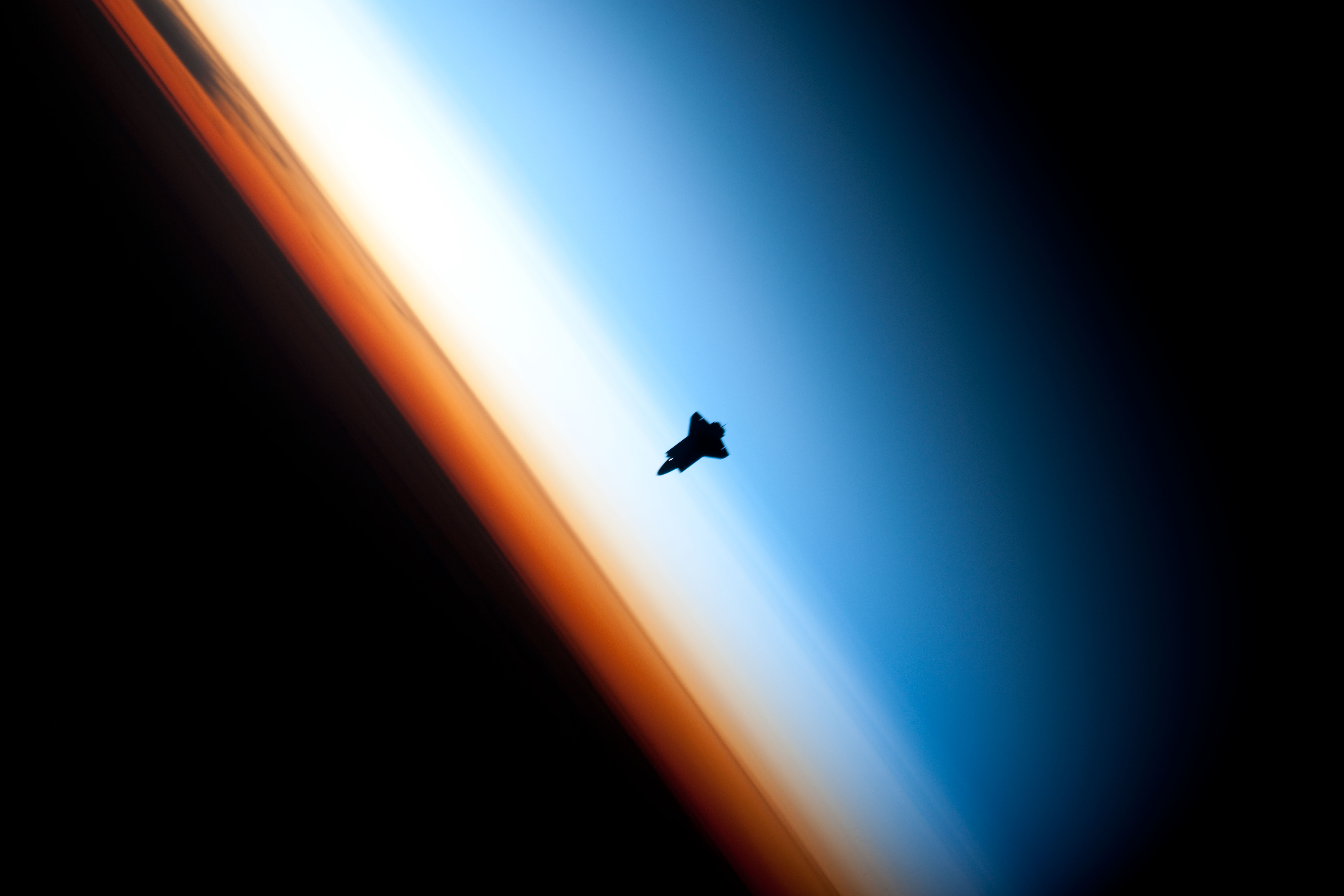
Rymdfärjan Endeavour rör sig genom stratosfären, februari 2010.

Stratosfären är ett skikt i jordens atmosfär. Den är en av atmosfärens 4 skikt om man räknar med pauserna. Den börjar vid cirka 10–15 kilometers höjd och sträcker sig upp till ungefär 50 kilometer över markytan. Stratosfären kännetecknas av att temperaturen, till skillnad från i troposfären och mesosfären, ökar med höjden. Stratosfären är 11 - 45 km tjock.
Den undre gränsen för stratosfären mot troposfären kallas för tropopausen. Dess höjd bestäms av var temperaturen slutar sjunka och börjar stiga. Höjden varierar med årstid och latitud så att den är högre vid ekvatorn än vid polerna. Den övre gränsen för stratosfären mot mesosfären kallas stratopausen.
Temperaturen i stratosfären är på de lägre höjderna ganska konstant mellan −50 °C och −55 °C. Med tilltagande höjd stiger temperaturen sakta så att den ligger omkring 0 °C på 50 kilometers höjd. Ozonlagret som skyddar jorden från bland annat UV-strålning ligger i stratosfären cirka 25 kilometer från markytan.

### Fotnoter
1. ↑  ”Atmosfärens olika lager”. SMHI. 21 september 2013. http://www.smhi.se/kunskapsbanken/meteorologi/atmosfarens-olika-lager-1.5838. Läst 7 mars 2016.